# Tuli Kupferberg
Naphtali „Tuli“ Kupferberg (New York, 28 september 1923 - aldaar, 12 juli 2010) was een Amerikaans beatnikdichter, schrijver, cartoonist en uitgever. Hij was tevens mede-oprichter van de rockband The Fugs.
Kupferberg studeerde in 1944 af aan het „Brooklyn College of Arts“. Vervolgens studeerde hij aan de New School for Social Research, werkte bij de Liga voor Seksuele Vrijheid en doceerde aan de „Free University“. In 1958 richtte hij het magazine Birth op, dat maar drie keer uitkwam, maar belangrijke schrijvers van de Beat Generation, zoals Allen Ginsberg publiceerde. Ginsberg vereeuwigde Kupferberg in zijn gedicht Howl, naar het waar gebeurde verhaal toen de man van Brooklyn Bridge sprong. In 1961 publiceerde Kupferberg zijn boek Beatniks; or, The War Against the Beats. Samen met Ed Sanders richtte hij einde 1964 de satirische rockband The Fugs op, die tot 1969 bleef bestaan. Kupferberg schreef veel nummers voor de groep. Hij maakte ook twee solo-albums, No Deposit, No Return (1964) en Tuli & Friends (1987). Na zijn periode met The Fugs legde hij zich meer toe op het theater. In 1984 kwam het nog tot een hereniging van de groep, die opnieuw platen opnam en op tournee ging.
Kupferbergs meest bekende werk was 1001 Ways to Beat the Draft uit 1966, een satirische collage die hij samen met Robert Bashlow schreef. In 2000 kwam zijn cartoonverzameling Teach Yourself Fucking uit. In 2003 verscheen The Fugs Final CD (Part 1).